# П'єр Кюрі
П'єр Кюрі (фр. Pierre Curie; 15 травня 1859 — 19 квітня 1906) — французький фізик, один із перших дослідників радіоактивності, член Французької академії наук, лауреат Нобелівської премії з фізики 1903 року. Чоловік Марії Склодовської-Кюрі.

## Біографія
Був молодшим із двох синів лікаря Ежена Кюрі та Софі-Клер (Депуллі) Кюрі. Батько вирішив дати своєму незалежному і самозаглибленому синові домашню освіту. Хлопчик виявився таким старанним учнем, що в 1876 році, шістнадцяти років від народження, отримав освітній ступінь бакалавра Паризького університету (Сорбонни). Два роки по тому він здобув ступінь ліценціата (еквівалентну ступеню магістра) фізичних наук.

### Дослідження кристалів і п'єзоефекту
У 1878 році Кюрі почав працювати у фізичній лабораторії Сорбонни, де зайнявся дослідженням природи кристалів. Разом зі своїм старшим братом Жаком, що працював у мінералогічній лабораторії університету, П'єр протягом чотирьох років проводив інтенсивні експериментальні роботи в цій області. Брати Кюрі відкрили п'єзоелектрику — появу під дією прикладеної ззовні сили на поверхні деяких кристалів електричних зарядів. Ними був відкритий і зворотний ефект: ті ж кристали під дією електричного поля відчувають стиснення. Якщо прикласти до таких кристалів змінний струм, то їх можна примусити здійснювати коливання з ультрависокими частотами, при яких кристали випускатимуть звукові хвилі за межами сприйняття людського слуху. Такі кристали стали дуже важливими компонентами такої радіоапаратури, як мікрофони, підсилювачі і стереосистеми. Брати Кюрі розробили і побудували такий лабораторний прилад, як п'єзоелектричний кварцовий балансир, який створює електричний заряд, пропорційний прикладеній силі. Його можна вважати попередником основних вузлів і модулів сучасного кварцового годинника і радіопередавачів. У 1882 році за рекомендацією англійського фізика Вільяма Томсона П'єра Кюрі було призначено керівником лабораторії нової Муніципальної школи промислової фізики і хімії. Хоча платня в школі була більш ніж скромною, Кюрі залишався головувати лабораторією протягом двадцяти двох років. Через рік після призначення Кюрі керівником лабораторії співпраця братів припинилася, оскільки Жак залишив Париж, щоб стати професором мінералогії університету Монпельє.
У період з 1883 по 1895 роки Кюрі виконав велику серію робіт, в основному з фізики кристалів. Його статті з геометричної симетрії кристалів і досі не втратили свого значення для кристалографів. З 1890 по 1895 рік Кюрі займався вивченням магнітних властивостей речовин за різних температур. На підставі великого числа експериментальних даних у його докторській дисертації була встановлена залежність між температурою і намагніченістю, що згодом отримала назву «закону Кюрі».

### Дружина Марія і спільна робота з радіоактивністю

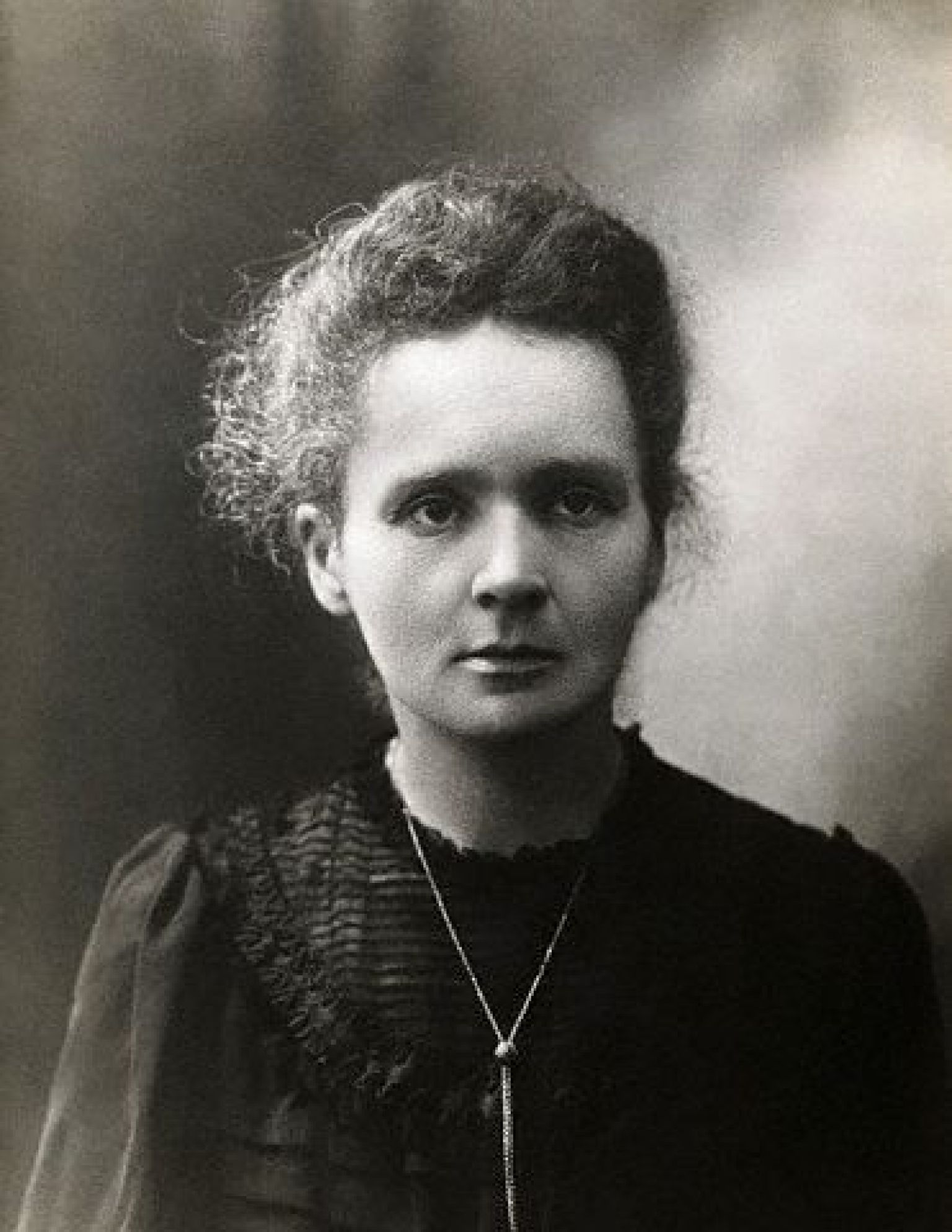
Дружина П'єра — Марія Кюрі

Працюючи над дисертацією Кюрі в 1894 році зустрівся з Марією Склодовською, молодою польською студенткою фізичного факультету Сорбонни. Вони одружилися в липні 1895 року, за декілька місяців після того, як Кюрі захистив докторську дисертацію. У 1897 році, незабаром після народження першої дитини, Марія Кюрі приступилася до досліджень радіоактивності, які незабаром поглинули увагу П'єра до кінця його життя.
У 1896 році Анрі Беккерель відкрив, що уранові з'єднання постійно випускають випромінювання, здатне засвічувати фотографічну пластинку. Вибравши це явище темою своєї докторської дисертації, Марія стала з'ясовувати, чи не випромінюють інші з'єднання «промені Беккереля». Оскільки Беккерель виявив, що випромінювання, яке випускається ураном, підвищує електропровідність повітря поблизу препаратів, вона використовувала для вимірювання електропровідності п'єзоелектричний кварцовий балансир братів Кюрі. Незабаром Марія Кюрі прийшла до висновку, що тільки уран, торій і з'єднання цих двох елементів випускають випромінювання Беккереля, яке вона пізніше назвала радіоактивністю. Марія на самому початку своїх досліджень зробила важливе відкриття: уранова смоляна обманка (уранова руда) електризує навколишнє повітря набагато сильніше, ніж сполуки урану і торію, що містяться в ній, і навіть ніж чистий уран. З цього спостереження вона зробила висновок про існування в урановій смоляній обманці ще невідомого сильно радіоактивного елементу. У 1898 році Марія Кюрі повідомила про результати своїх експериментів Французьку академію наук. Переконаний у тому, що гіпотеза його дружини не тільки правильна, але і дуже важлива, Кюрі залишив свої власні дослідження, щоб допомогти Марії виділити невловимий елемент. З того часу інтереси подружжя Кюрі як дослідників злилися настільки повно, що навіть у своїх лабораторних записах вони завжди вживали займенник «ми».
Кюрі поставили перед собою завдання розділити уранову смоляну обманку на хімічні компоненти. Після трудомістких операцій вони отримали невелику кількість речовини, що мала найбільшу радіоактивність. Виявилося, що виділена порція містить не один, а два невідомі радіоактивні елементи. У липні 1898 року Кюрі опублікували статтю «Про радіоактивну речовину, що міститься в урановій смоляній обманці» («Sur une substance radioactive contenue dans la pecelende»), в якій повідомляли про відкриття одного з елементів, названого полонієм на честь батьківщини Марії Склодовської. У грудні вони оголосили про відкриття другого елементу, який назвали радієм. Обидва нові елементи були у багато разів радіоактивніші, ніж уран чи торій, і становили одну мільйонну частину уранової смоляної обманки. Щоб виділити з руди радій у достатній для визначення його атомної ваги кількості, Кюрі протягом подальших чотирьох років переробили декілька тонн уранової смоляної обманки. Працюючи в примітивних і шкідливих умовах, вони проводили операції хімічного розділення у величезних чанах, встановлених у дірявому сараї, а всі аналізи — в крихітній, бідно оснащеній лабораторії Муніципальної школи.

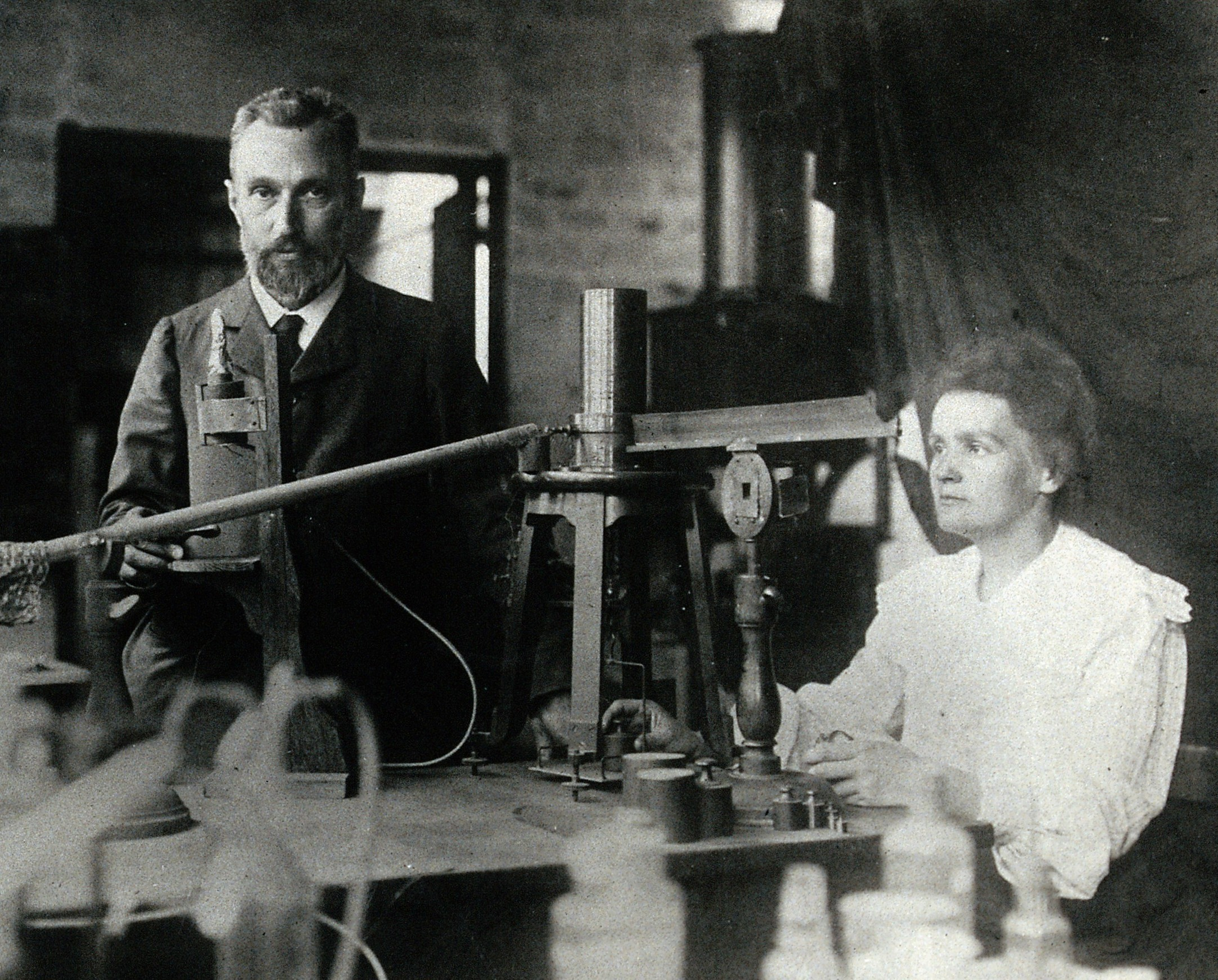
П'єр та Марія Кюрі

У вересні 1902 року подружжя Кюрі повідомило про те, що їм вдалося виділити одну десяту грама хлориду радію і визначити атомну масу радію, яка виявилася рівною 225. (Виділити полоній Кюрі не вдалося, оскільки він виявився продуктом розпаду радію.) Сіль радію світиться блакитнявим сяйвом і виділяє тепло. Ця речовина фантастичного вигляду привернула до себе увагу всього світу. Визнання і нагороди за її відкриття прийшли без затримки.
Кюрі опублікували величезну кількість інформації про радіоактивність, зібрану ними за час досліджень: з 1898 по 1904 роки вони опублікували тридцять шість робіт. Ще до завершення своїх досліджень Кюрі спонукали інших фізиків також зайнятися вивченням радіоактивності. У 1903 році Ернест Резерфорд і Фредерік Содді висловили припущення про те, що радіоактивні випромінювання пов'язані з розпадом атомних ядер. Під час розпаду (втрачаючи якісь із складових частинок), радіоактивні ядра трансмутуть в інші елементи. Кюрі одними з перших зрозуміли, що радій може застосовуватися і в медичних цілях. Відзначивши дію випромінювання на живі тканини, вони висловили припущення, що препарати радію можуть виявитися корисними при лікуванні пухлинних захворювань.

### Нобелівська премія. Визнання
Шведська королівська академія наук присудила подружжю Кюрі половину Нобелівської премії з фізики 1903 року «на знак визнання … їх сумісних досліджень явищ радіації, відкритих професором Анрі Беккерелем», з яким вони розділили премію. Кюрі саме хворіли і не змогли бути присутнім на церемонії вручення премій. У своїй Нобелівській лекції, прочитаній два роки по тому, Кюрі вказав на потенційну небезпеку, яку являють радіоактивні речовини, якщо вони потраплять до зловмисних рук, і додав, що він «належить до тих, хто разом із Нобелем вважає, що нові відкриття принесуть людству більше бід, ніж добра»[джерело?].
Радій — елемент, що зустрічається в природі украй рідко, і ціни на нього, з урахуванням його медичного значення, швидко зросли. Кюрі жили бідно, і брак коштів не міг не позначатися на їхніх дослідженнях. Разом із тим вони рішуче відмовилися від патенту на свій метод екстракції, так само як і від перспектив комерційного використання радію. На їхнє переконання, це суперечило б духу науки — вільному обміну знаннями. Не зважаючи на те, що така відмова позбавила їх чималого прибутку, фінансове положення Кюрі покращало після отримання Нобелівської премії та інших нагород.
Крім Нобелівської премії, П'єр Кюрі був удостоєний ще декількох нагород і почесних звань, зокрема медалі Деві Лондонського королівського товариства (1903) і золотої медалі Маттеуччі Національної Академії наук Італії (1904). Він був обраний до Французької академії наук (1905).

### Раптова смерть
У жовтні 1904 року П'єр Кюрі був призначений професором фізики Сорбонни, а Марія Кюрі — завідувачем лабораторії, якою раніше керував її чоловік. У грудні того ж року у Кюрі народилася друга дочка. Збільшені доходи, покращене фінансування досліджень, плани створення нової лабораторії, захоплення і визнання світової наукової спільноти мали зробити подальші роки подружжя Кюрі плідними. Але, як і Беккерель, П'єр Кюрі пішов із життя дуже рано, не встигши насолодитися тріумфом і здійснити задумане. У дощовий день 19 квітня 1906 року, перетинаючи вулицю в Парижі, він посковзнувся і впав. Голова його потрапила під колесо проїжджого кінного екіпажа. Смерть настала миттєво.

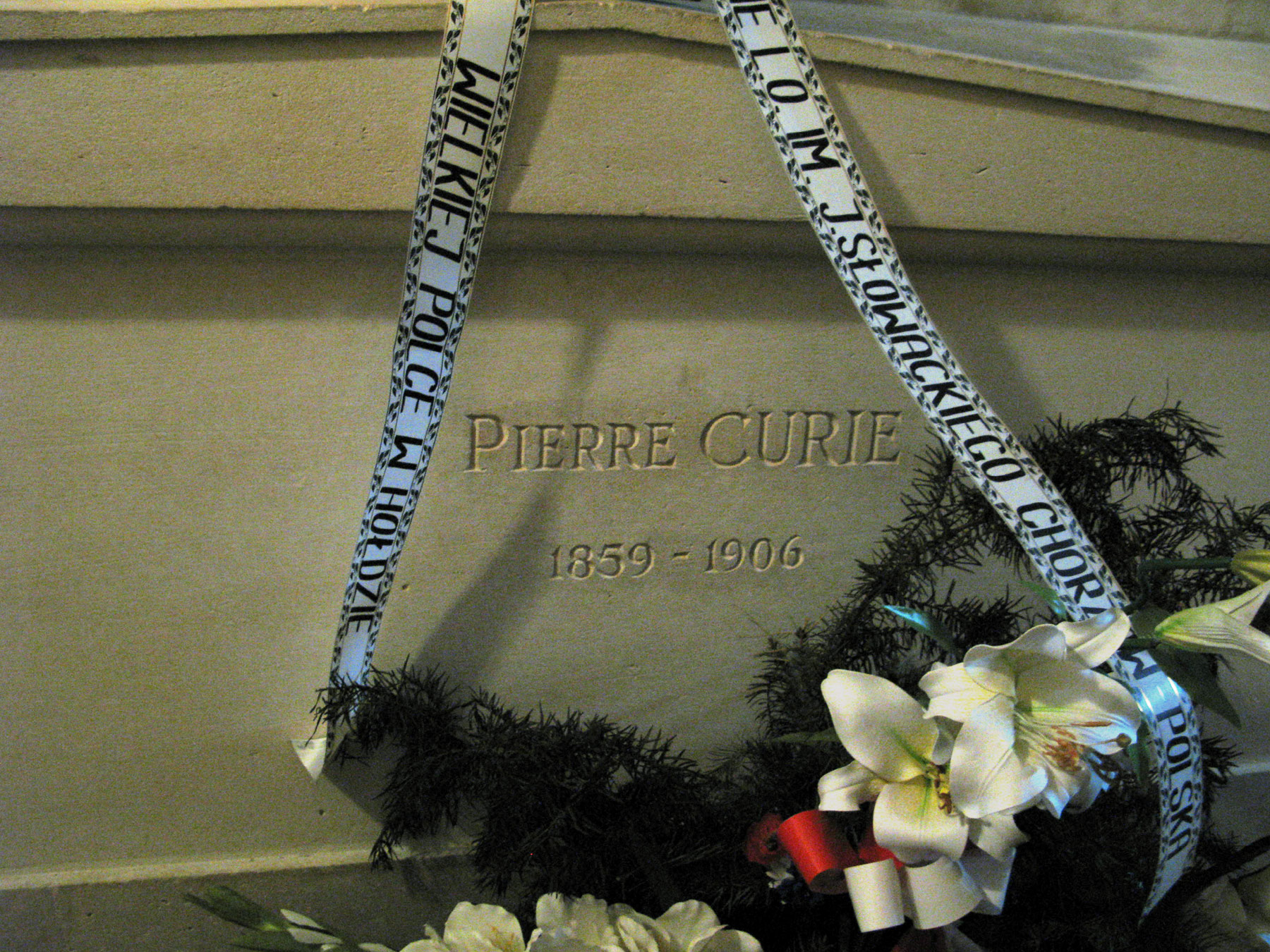
Надгробок на могилі П'єра Кюрі в паризькому Пантеоні

### Родина Кюрі
Марія Кюрі успадкувала його кафедру у Сорбонні, де продовжила свої дослідження радію. У 1910 році їй вдалося виділити чистий металевий радій, а в 1911 році вона була удостоєна Нобелівської премії з хімії. У 1923 році Марія опублікувала біографію чоловіка. Старша дочка Кюрі, Ірен, розділила зі своїм чоловіком Нобелівську премію з хімії 1935 року; молодша, Ев, стала концертуючою піаністкою і біографом своєї матері.
Серйозний, стриманий, цілком зосереджений на своїй роботі, П'єр Кюрі був разом із тим доброю і чуйною людиною. Він мав доволі широку популярність як натураліст-любитель. Однією з улюблених його розваг були піші або велосипедні прогулянки. Не зважаючи на зайнятість у лабораторії і сімейні турботи, Кюрі знаходили час для спільних прогулянок.